# Szerelmek, esküvők és egyéb katasztrófák
A Szerelmek, esküvők és egyéb katasztrófák (eredeti cím: Love, Weddings & Other Disasters) 2020-ban bemutatott amerikai romantikus filmvígjáték, melyet Dennis Dugan, Eileen Conn és Larry Miller története alapján Dennis Dugan írta és rendezte. A főszerepben Diane Keaton, Jeremy Irons, Maggie Grace, Diego Boneta és Andrew Bachelor látható. A filmet 2020. december 4-én adta ki a Saban Films.

## Cselekmény
A film több történetből áll, többek között azokról az emberekről, akik esküvőkön dolgoznak, hogy tökéletes napot teremtsenek egy szerelmes párnak - miközben a saját kapcsolataik furcsák, különösek, őrültek és messze nem tökéletesek.

## Szereplők
| Szerep            | Színész            | Magyar hang        |
| ----------------- | ------------------ | ------------------ |
| Sara              | Diane Keaton       | Kovács Nóra        |
| Lawrence Phillips | Jeremy Irons       | Hirtling István    |
| Mack              | Diego Boneta       | Fehér Tibor        |
| Yoni              | JinJoo Lee         | Pekár Adrienn      |
| Lenny             | Jesse McCartney    | Czető Roland       |
| Bev               | Veronica Ferres    | Solecki Janka      |
| Robert Barton     | Dennis Staroselsky | Varga Gábor        |
| Zhopa             | Todd Stashwick     | Galambos Péter     |
| Jessie            | Maggie Grace       | Györfi Anna        |
| Liz Rafferty      | Caroline Portu     | Bogdányi Titanilla |
| Svetlana          | Melinda Hill       | Peller Anna        |
| Ritchie kapitány  | Andrew Bachelor    | Penke Bence        |
| Menny             | William Xifaras    |                    |
| Tina              | Gail Bennington    | Mentes Júlia       |
| Jordan            | Elle King          |                    |
| Gitáros           | Keaton Simons      |                    |
| Eddie Stone       | Dennis Dugan       | Berzsenyi Zoltán   |

### Magyar változat
- Bemondó: Bozai József
- Magyar szöveg: Gáspár Bence
- Hangmérnök: Tóth Péter Ákos
- Vágó: Simkóné Varga Erzsébet
- Gyártásvezető: Fehér József
- Szinkronrendező: Nikodém Zsigmond

A szinkront a Mafilm Audio Kft. készítette el.

## A film készítése
2019 augusztusában bejelentették, hogy Diane Keaton, Jeremy Irons, Diego Boneta, JinJoo Lee, Jesse McCartney és Veronica Ferres csatlakozott a film szereplőgárdájához, a filmet Dennis Dugan rendezte az általa írt forgatókönyv alapján, Eileen Conn és Larry Miller mellett. 2019 szeptemberében Todd Stashwick, Dennis Staroselsky, Maggie Grace, Caroline Portu és Melinda Hill csatlakozott a filmhez. 2019 októberében Andrew Bachelor csatlakozott a stábhoz. Elle King és Keaton Simons szintén csatlakozott.
A forgatás 2019 szeptemberében kezdődött. A forgatásokat Bostonban, többek között a Public Garden-ben vették fel és Dél-Boston különböző helyszínein.

## Bemutató
2020 augusztusában a Saban Films megvásárolta a film forgalmazási jogait. 2020. december 4-én jelent meg.

## Fogadtatás
A Szerelmek, esküvők és egyéb katasztrófák című filmet a kritikusok lehúzták. A Rotten Tomatoes-on a film 29 kritika alapján 3%-os értékelést kapott, 2,8/10-es átlagértékeléssel.

## Fordítás
- Ez a szócikk részben vagy egészben  a   Love, Weddings & Other Disasters című angol Wikipédia-szócikk fordításán alapul.  Az eredeti cikk szerkesztőit annak laptörténete sorolja fel. Ez a jelzés csupán a megfogalmazás eredetét és a szerzői jogokat jelzi, nem szolgál a cikkben szereplő információk forrásmegjelöléseként.